# Páramo

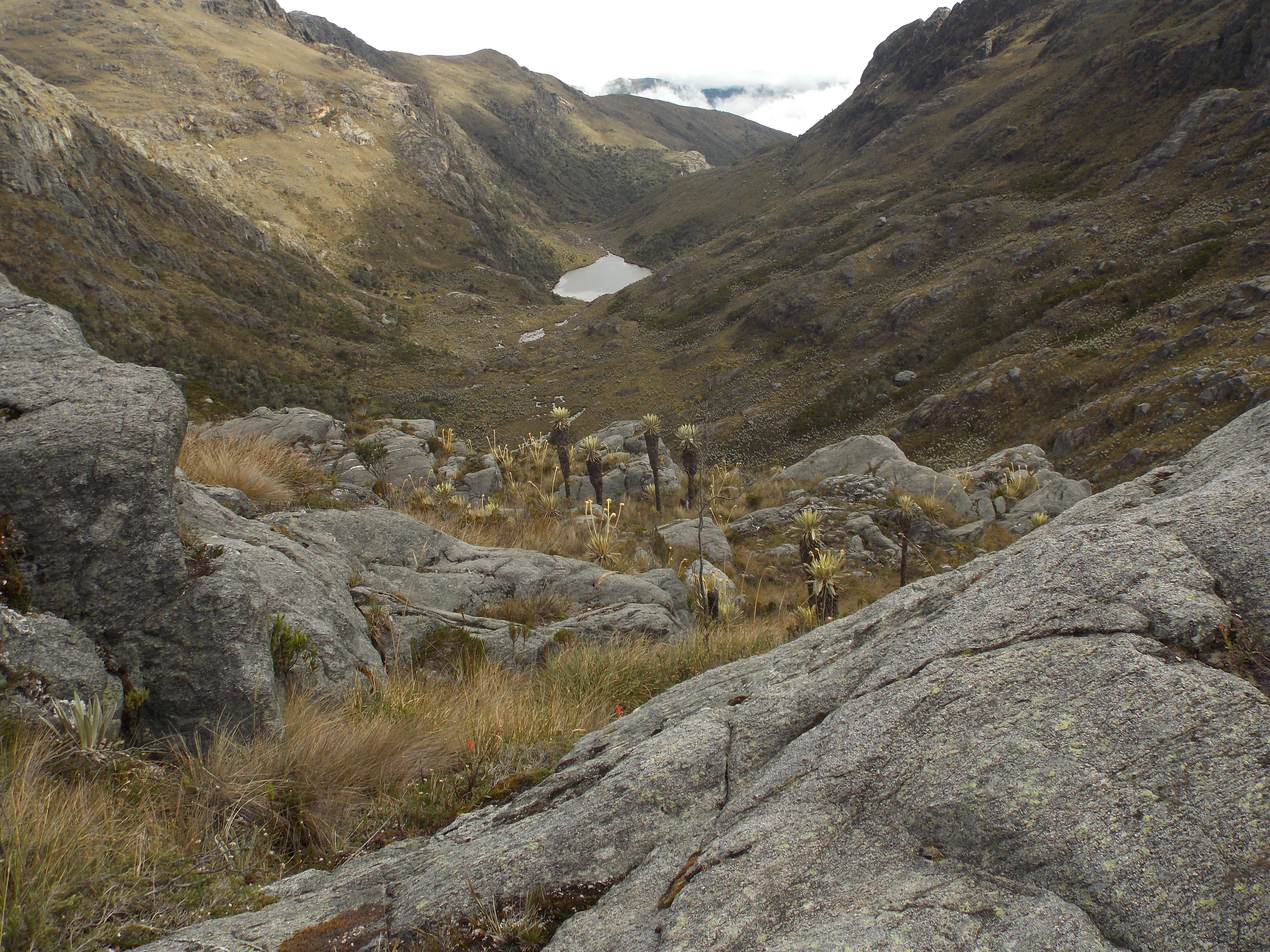
Páramo na Colômbia, Boyacá.

Os Páramos podem ser designados como uma ecorregião neotropical de altitude caracterizado por uma vegetação herbácea e arbustiva. Estão distribuídos ao longo dos Andes úmidos entre o Peru, Equador, Colômbia e Venezuela, com extensões até a Costa Rica e Panamá. Esse ecossistema concentra um grande número de endemismos de flora e fauna, por isso são considerados “hotspots de biodiversidade dentro de hotspots”, já que estão localizados dentro do grande hotspot dos Andes tropicais. A heterogeneidade dos páramos é um reflexo da influência de diversos processos abióticos (geologia, altitude, solos, clima), bióticos (biogeografia) e antrópicos (impacto humano).

## Etimologia e Conceito Geral

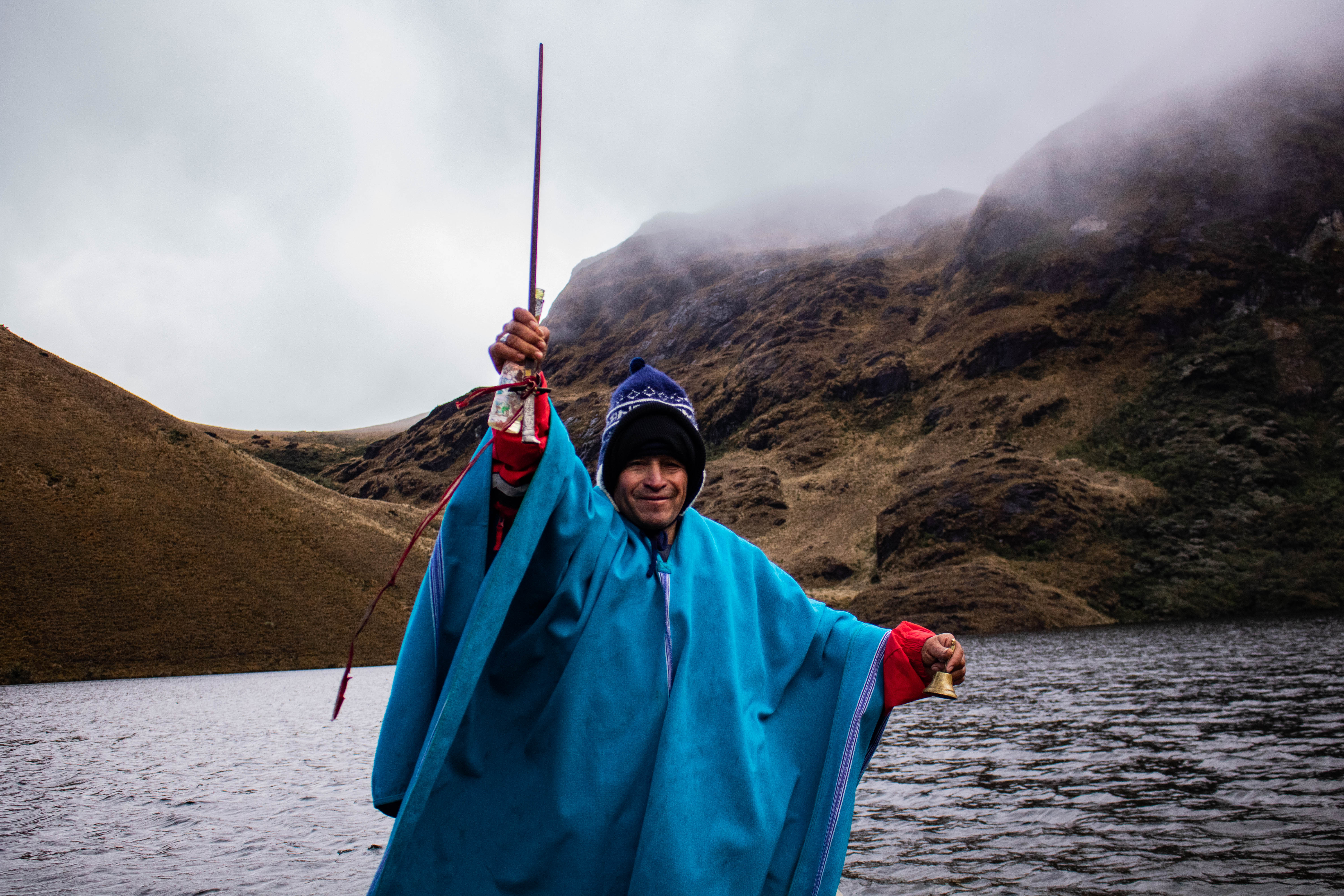
População local dos Páramos peruanos.

A palavra “Páramo” tem sua origem do latim, que significa planalto desértico e árido exposto ao vento. O Páramo pode ter significados diferentes a depender da perspectiva pessoal: para um camponês que vive nas altas montanhas, o Páramo não é um ecossistema definido por características ecológicas e geográficas, mas um território que permite sua subsistência, no qual ele exerce todas as suas atividades produtivas e reprodutivas. Nesse contexto, o Páramo é um termo complexo, referente a diferentes abordagens históricas, acadêmicas, políticas e culturais.

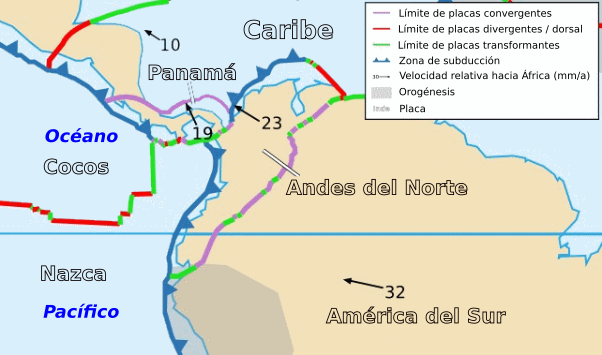
Mapa das placas que convergiram formando os Andes da América do Norte e Central, onde se situam os Páramos.

## Localização
Os Páramos ocorrem em topos de montanhas isolados a altitudes aproximadas entre 2.800 e 4.700 m acima do nível do mar, formando uma distribuição semelhante a um arquipélago entre as latitudes de 11ºN e 8ºS, correspondendo a cerca de 35.000 km². A sua localização exata pode variar, o que dificulta saber onde começa e termina um Páramo em determinado local, mas, de forma geral, sempre estão localizados entre o limite da floresta fechada e as neves perpétuas.

## Origem Geológica
A origem dos Páramos remonta ao período do surguimento dos Andes, há 40 milhões de anos. Mas somente no Plioceno, há 5 e 2,5 milhões de anos, as cordilheiras dos Andes se elevaram à sua altitude atual, abrangendo áreas relativamente extensas de vegetação aberta acima do limite latitudinal da floresta. Portanto, foi no período do Plioceno que os Páramos se estabeleceram.

## Flora

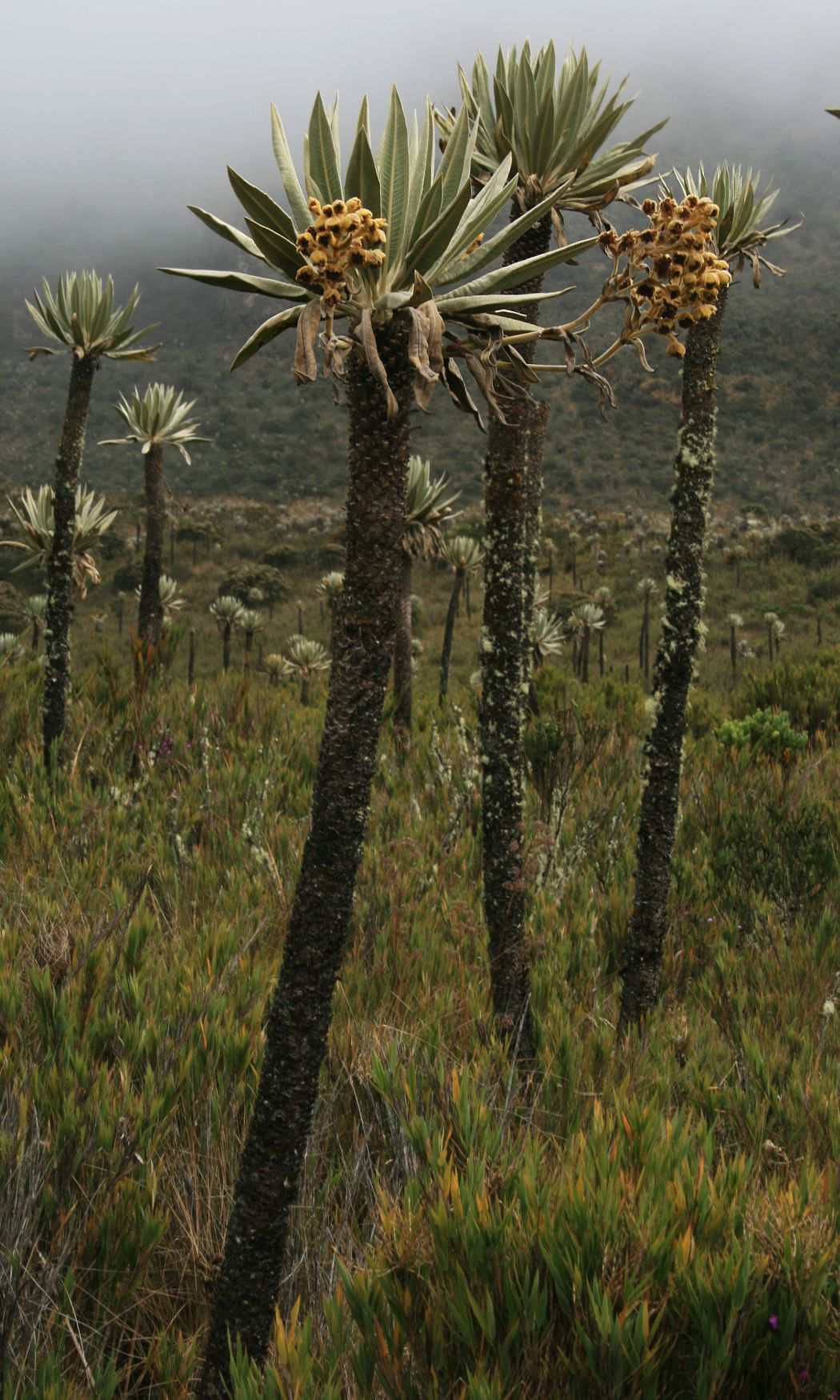
Espeletia uribei, espécie que ocorre nos Páramos.

Compilando dados de vários pesquisadores, ao todo, os páramos contam com aproximadamente 4.700 espécies, 644 gêneros e 124 famílias.
As famílias mais ricas (números aproximados) são:
- Asteraceae (100 gêneros e 710 espécies)
- Orchidaceae (57 gêneros e 580 espécies)
- Poaceae (40 gêneros e 150 espécies)
- Melastomataceae (12 gêneros e 110 espécies)
- Bromeliaceae (7 gêneros e 100 espécies)

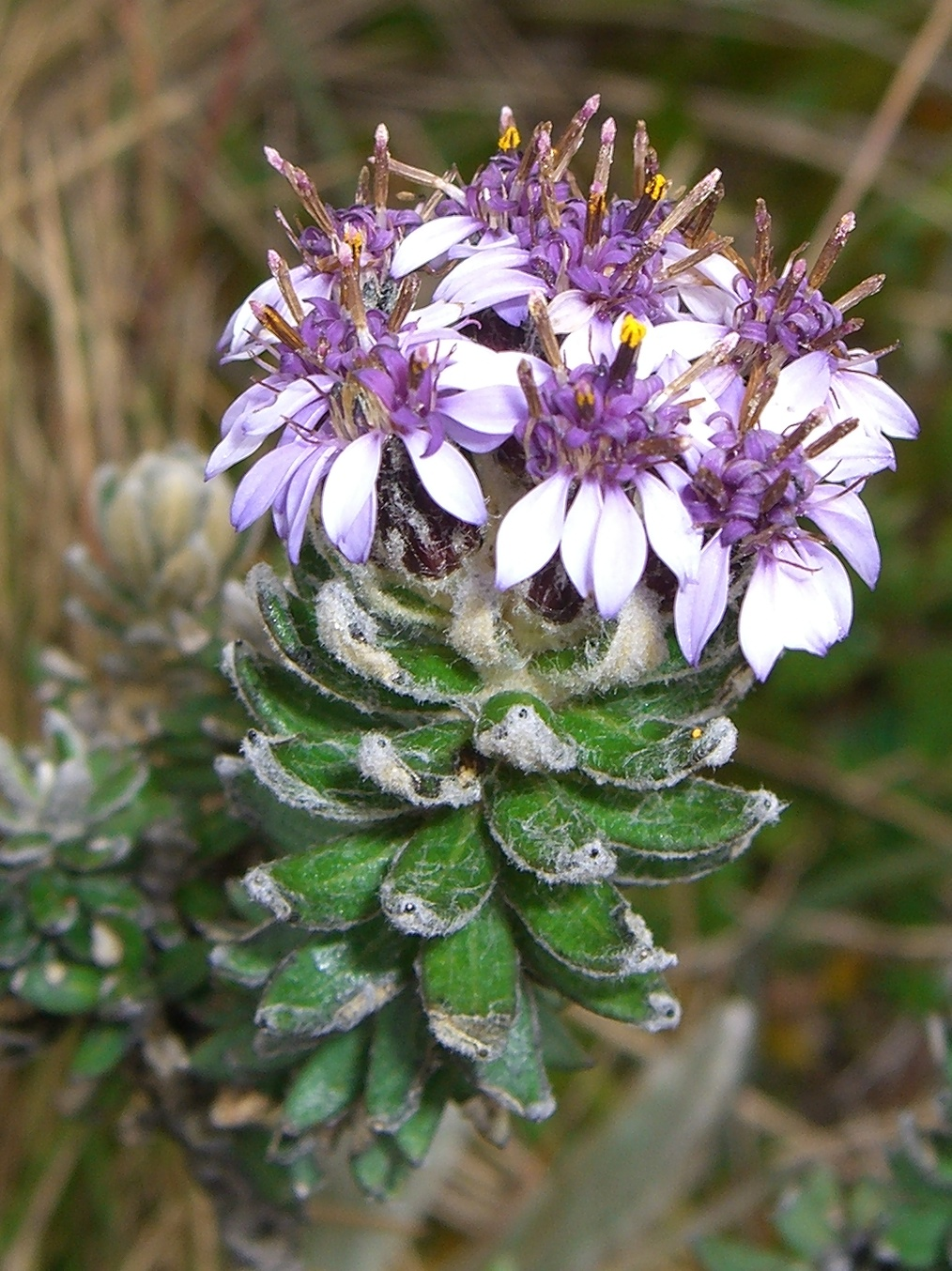
Diplostephium phylicoides, espécie que ocorre nos Páramos.

Os gêneros com maior número de espécies (números aproximados) são:
- Epidendrum (105 espécies)
- Espeletia (80 espécies)
- Pleurothallis (80 espécies)
- Diplostephium (75 espécies)
- Miconia (65 espécies)
- Hypericum (55 espécies)
- Monticalia (55 espécies)
- Baccharis (55 espécies)

A grande biodiversidade da flora dos Páramos remonta das condições geológicas que deram origem a esses ecossistemas. A diversidade de condições ecológicas locais, como clima, geomorfologia, altitude, solo, entre outros, resultou em um grande número de diferentes associações vegetais (diversidade beta). Além da diversificação constante, a densidade de espécies que ocorrem nesses locais é muito alta em comparação com outros Hotspots e contêm espécies que não ocorrem em nenhum outro lugar.

## Fauna

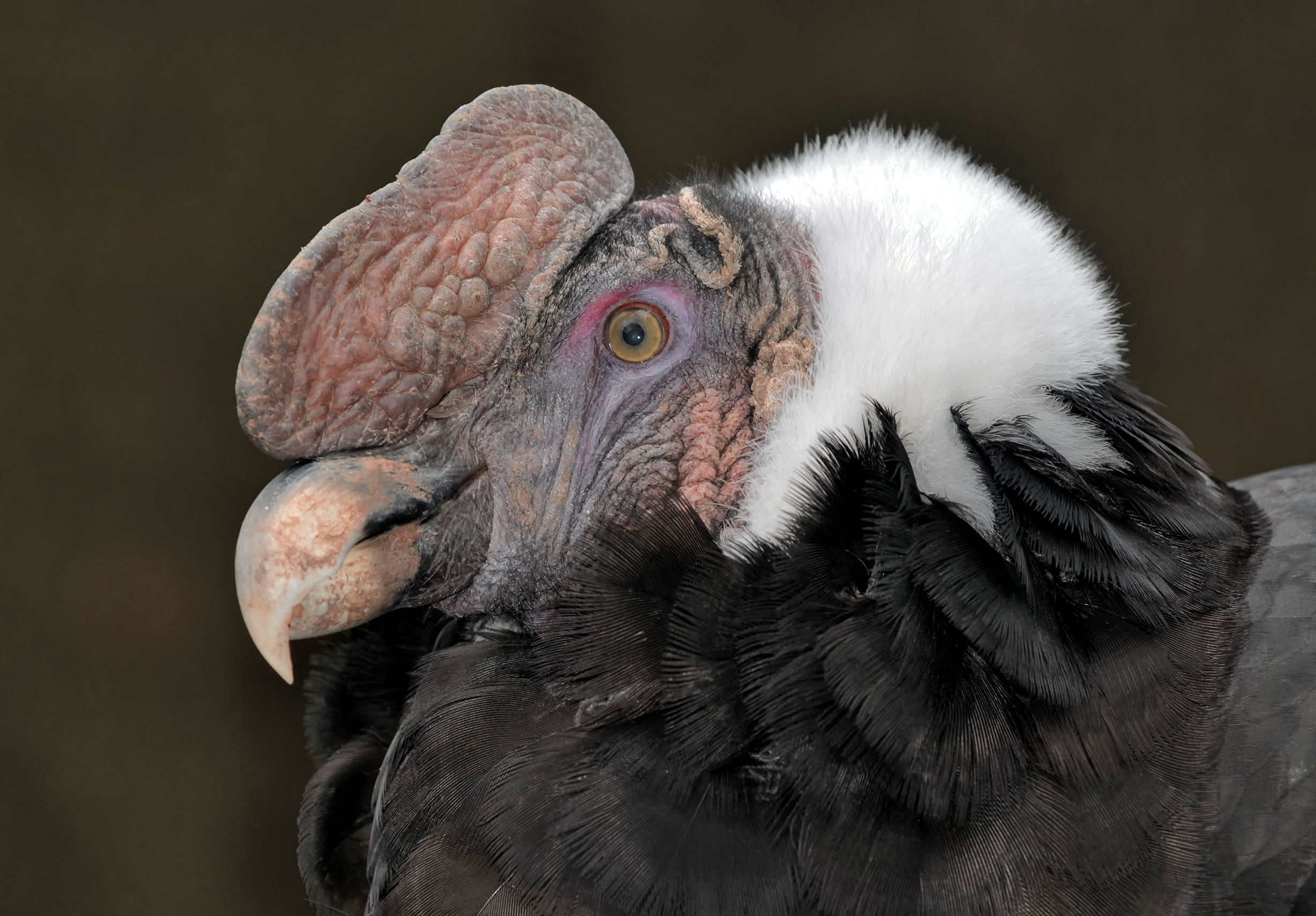
Vultur gryphus, ave dos Páramos.

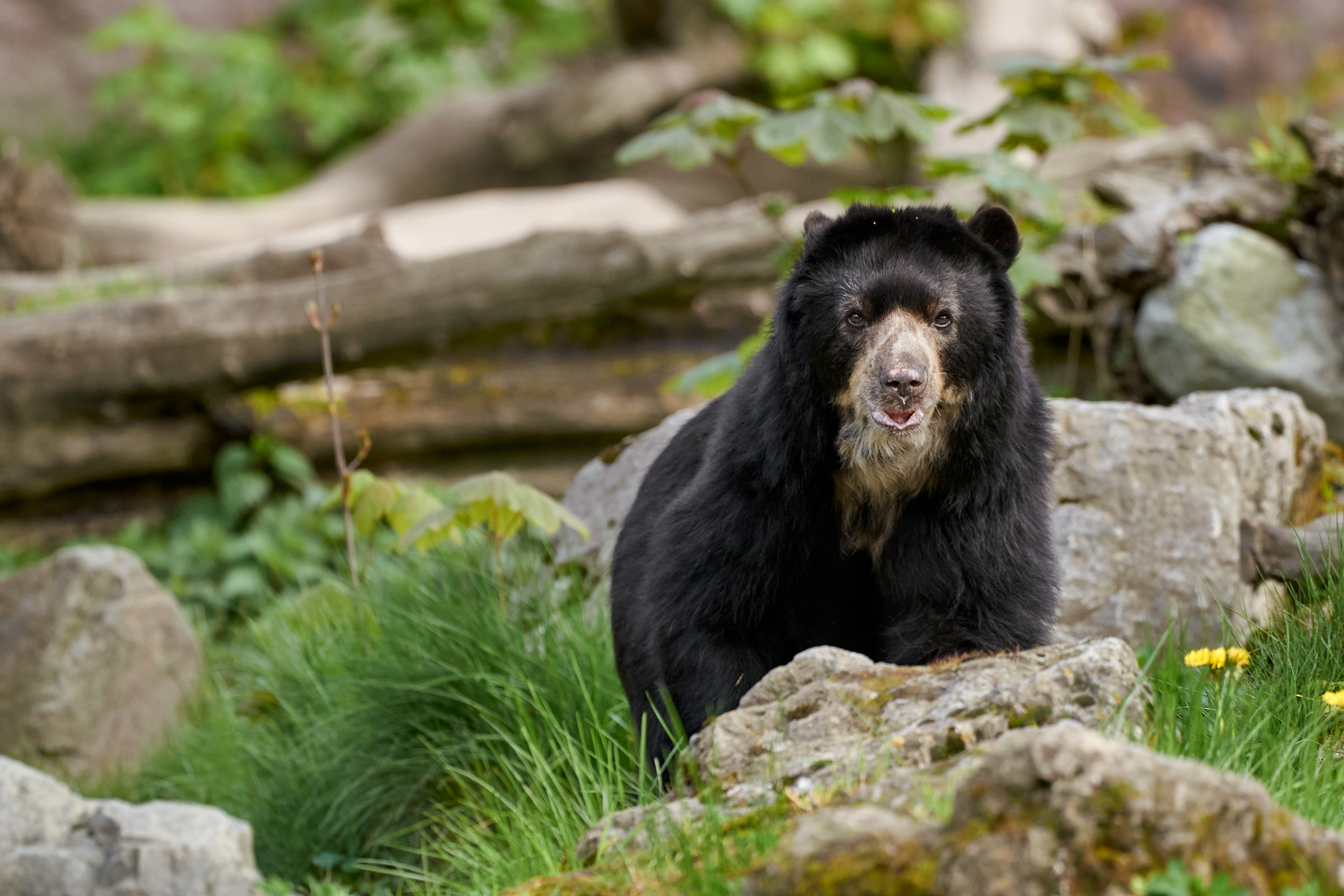
Tremarctos ornatus, urso-de-óculos que ocorre nos Páramos. Única espécie que ocorre na América do Sul e em categoria de ameaça VU.

Há um menor número de estudos sobre a fauna do Páramo do que sobre a flora, pelo motivo da flora ter um alto grau de endemismo. Em relação à composição da fauna, há uma grande semelhança com a fauna existente na Província Altoandina. As quatro espécies mais emblemáticas de todo o continente que ocorrem nos Páramos são: o condor (Vultur gryphus), o urso de óculos (Tremarctos ornatus), a anta de montanha (Tapirus pinchaque) e a onça-parda (Puma concolor).
Nos Páramos colombianos foram registradas 70 espécies de mamíferos, 11 de lagartos, 4 de serpentes, 87 de anfíbios, 154 de aves e 130 espécies de borboletas.
No Páramos peruanos existem registros da anta da montanha (Tapirus pinchaque), o veado-anão (Pudu mephistophelis) o puma (Puma concolor) e o urso-andino (Tremarctos ornatus). Entre as aves importantes estão o beija-flor de bico espinhoso (Chalcostigma herrani), o reizinho de crista preta (Basileuterus nigrocridtatus), a gralha de colar branco (Cyanolyca viridicyanus), o quetzal de cabeça rosa (Pharomacrus auriceps), o piolhinho de bico preto (Anairetes pairulus), o tico-tico de peito amarelo (Atlapetes latinuchus), Myarchus phaeocephalus, Geranoaetus melanoleucus, Chordeiles acutipennis, Adelomya melanogenys, Turdus chihuanco, Atlapetes leucopterus.
Nos Páramos equatorianos existem 5 espécies de répteis e 24 de anfíbios. Muitas espécies de anfíbios se extinguiram rapidamente nas montanhas tropicais, como o caso dos jambatos (Atelopus ignescens), que habitavam os páramos em grande quantidade e que agora desapareceram.

## A Similaridade dos Páramos Andinos com os Campos de Altitude do Brasil
Os Campos de altitude, localizados acima de 2.000 m de altitude na Mata Atlântica do sudeste no Brasil, são formações dominadas por gramíneas e arbustos. Há uma forte semelhança ecológica desses Campos de altitude com os Páramos dominados por bambu na Costa Rica e na Colômbia.
Apesar de haver uma grande distância entre os Campos de altitude e os Páramos, os Campos de altitude suportam muitas plantas e animais de origem andina ou da zona temperada, sendo vestígios do fluxo ambiental e migração biológica da história biogeográfica compartilhada.